# Kepler-8 b
Kepler-8 b — одна из первых пяти экзопланет, открытых космическим телескопом «Кеплер», целью которого является поиск экзопланет транзитным методом в области неба между созвездиями Лиры и Лебедя. Планета самая горячая из этих пяти. Kepler-8b первая и пока единственная планета, обнаруженная в системе Kepler-8. Планета обращается по круговой орбите с периодом около 3,5 дней. Также планета проявляет эффект Росситера — Маклафлина (прохождение планеты по своей орбите влияет на красное смещение звезды). Об открытии планеты было объявлено 4 января 2010 года на конференции в Вашингтоне, после измерения радиальной скорости на обсерватории Кека, которая подтвердила обнаружение Кеплера.
Планета является газовым гигантом, относится к классу горячих юпитеров.